# María Isabel (telenovela de 1966)
María Isabel fue una telenovela mexicana transmitida en la segunda mitad de la década de los 60´s producida por Valentín Pimstein.
Es una telenovela original de Yolanda Vargas Dulché y que protagonizaron Silvia Derbez y Raúl Ramírez y antagonizada por Bárbara Gil y Fernando Mendoza.

## Sinopsis
María Isabel es una indígena que vive con su padre y su cruel madrastra en un jacal. Conoce a Graciela, hija del patriarca Félix Pereyra, tirano que quiere casar a su hija con un rico, ella se enamora de un hombre que la deja embarazada, María Isabel y ella huyen de la posible furia de Don Félix hacia el hijo que Graciela tendrá. Llegan a la capital donde Graciela muere por problemas cardiacos que aumentaron al dar a luz, dando a luz una niña y acordaron en que se llamaría Rosa Isela, María Isabel se la lleva tratándola como hija suya.
Don Félix se entera de que Graciela da a luz a una niña, y decide buscarla para llevarla con él y darle los lujos que le corresponden.
Mientras tanto María Isabel y Rosa Isela sufren humillaciones y decepciones por parte de los capitalinos, hasta que llega a una casa donde vive el ingeniero Ricardo Mendiola, hombre bueno que las ayuda y acepta a María Isabel como una de las amas de llaves, de la cual se enamora, al igual que ésta de él, pero todavía deberán soportar la soberbia de su hija Gloria y de otra cantidad de obstáculos.
Al paso de los años, Gloria se va con un hombre sin la autorización de su padre, mientras que don Félix encuentra a su nieta, a la que le ofrece lujos y comodidades, entonces Rosa Isela se va con él, dándole un gran dolor a María Isabel; en ese momento al descubrir Ricardo y María Isabel que sus hijas los han abandonado se dan cuenta de que se quieren tanto que deciden casarse.
Se casan por la religión católica, y ante el altar ellos tienen fe en que Rosa Isela y Gloria volverán.
Ellos ahora se ven en un matrimonio feliz y sin incomodidades, hasta que llega una vieja amistad de Ricardo, Mireya Serrano, la cual surgirá una atracción entre ambos, y Ricardo le será infiel a María Isabel. En su interior todavía ama profundamente a su esposa, entonces ahora Ricardo deberá escoger entre la atracción o el amor.

## Reparto
- Silvia Derbez ... María Isabel
- Raúl Ramírez ... Ricardo Mendiola
- Bárbara Gil ... Mireya Serrano
- Fernando Mendoza ... Felix Pereyra
- Irma Lozano ... Rosa Isela/Graciela
- Andrea Cotto ... Gloria Mendiola
- Oscar Morelli ... Leobardo Rangel
- Eduardo MacGregor ... Rogelio
- José Carlos Ruiz ... Pedro
- Ada Carrasco ... Chona
- Vicky Aguirre ... Rosa Isela
- Aurora Cortés
- Elizabeth Dupeyrón

## Versiones
María Isabel está basada en la historieta homónima publicada en la revista Lágrimas Risas y Amor escrita por Yolanda Vargas Dulché, otras versiones son:
- En los años de 1967 y 1969 se hicieron dos películas referente a la historia producidas por Guillermo de la Parra tituladas "María Isabel" y "El amor de María Isabel", protagonizadas por Silvia Pinal.
- La productora Carla Estrada la adaptó nuevamente en 1997 con el mismo nombre, ahora protagonizada por Adela Noriega y Fernando Carrillo.